# 奧羅斯拉維
奧羅斯拉維是克羅地亞的城鎮，位於該國北部，距離首都薩格勒布約40公里，由克拉皮納-扎戈列縣負責管轄，面積26平方公里，2011年人口6,124。

## 外部連結
- Oroslavje